# Беочин (община)
Беочин (серб. Беочин) — община в Сербии, входит в Южно-Бачский округ.
Население общины составляет 15 704 человек (2007 год), плотность населения составляет 84 чел./км². Занимаемая площадь — 186 км², из них 44,9 % используется в промышленных целях.
Административный центр общины — город Беочин. Община Беочин состоит из 8 населённых пунктов, средняя площадь населённого пункта — 23,3 км².

## Статистика населения общины
| Год  | Население, чел. |
| ---- | --------------- |
| 1991 | 15 806          |
| 2001 | 16 026          |
| 2002 | 16 085          |
| 2003 | 16 015          |
| 2004 | 15 938          |
| 2005 | 15 880          |
| 2006 | 15 799          |
| 2007 | 15 704          |

| Национальный состав (перепись 2002 г.) | Национальный состав (перепись 2002 г.) | Национальный состав (перепись 2002 г.) | Национальный состав (перепись 2002 г.) | Национальный состав (перепись 2002 г.) |
| -------------------------------------- | -------------------------------------- | -------------------------------------- | -------------------------------------- | -------------------------------------- |
| Сербы                                  |                                        |                                        | 68.17 %                                |                                        |
| Цыгане                                 |                                        |                                        | 6.51 %                                 |                                        |
| Словаки                                |                                        |                                        | 5.96 %                                 |                                        |
| Югославы                               |                                        |                                        | 5.35 %                                 |                                        |
| Хорваты                                |                                        |                                        | 4.70 %                                 |                                        |
| Венгры                                 |                                        |                                        | 1.79 %                                 |                                        |
| Прочие                                 |                                        |                                        | 7.52 %                                 |                                        |

## Населённые пункты
| - Баноштор - Беочин - Грабово | - Луг - Раковац - Свилош | - Сусек - Черевић - Насеље Думбово |